# Menhir du Bourg (Plouhinec)
Pour les articles homonymes, voir Menhir du Bourg.
Le menhir du Bourg est situé à Plouhinec dans le département français du Morbihan.

## Historique
Ce menhir fait l’objet d’un classement au titre des monuments historiques depuis le 25 janvier 1964.

## Présentation
Le menhir est constitué d'un bloc de granite de 2,40 m de hauteur, 1,40 m de largeur et d'une épaisseur de 0,60 m